# A Wasteland Companion
A Wasteland Companion è il settimo album in studio del cantautore statunitense M. Ward, pubblicato nel 2012.

## Tracce
1. Clean Slate - 2:51
2. Primitive Girl - 3:10
3. Me and My Shadow - 2:36
4. Sweetheart - 3:31
5. I Get Ideas - 2:39
6. The First Time I Ran Away - 3:17
7. A Wasteland Companion - 2:54
8. Watch the Show - 3:40
9. There's a Key - 2:57
10. Crawl After You - 3:41
11. Wild Goose - 2:35
12. Pure Joy - 2:57

## Formazione
- M. Ward – chitarra, piano, voce
- Zooey Deschanel – voce
- Susan Sanchez – cori
- Rachel Cox – cori
- Toby Leaman – basso
- Tyler Tornfelt – basso
- Mike Coykendall – percussioni, basso, chitarra acustica
- John Parish – percussioni, marimba
- Jordan Hudson – percussioni
- Steve Shelley – percussioni
- Scott McPherson – percussioni
- John Graboff – pedal steel
- Howe Gelb – piano
- Nathan Jr. Andersen – piano
- Mike Mogis – organo, campane
- Tom Hagerman – archi
- Amanda Lawrence – violino